# スポーツエージェント
スポーツエージェント（英: Sports agent）は、アスリートやコーチなどのプロスポーツ従事者の法定代理人（エージェント）を指す。

## 概要
アスリートまたはコーチとの間で代理人契約を結び（プリンシパル＝エージェント理論）、クライアントが所属する組織（チーム等）との契約交渉を担当する他、クライアントの広報活動を補佐する。インターナショナル・マネジメント・グループ (IMG)、 クリエイティヴ・アーティスツ・エージェンシー (CAA)、 オクタゴン・ワールドワイドなど組織的にスポーツエージェント業務を手がける企業もあり、投資から税金の申告まで、クライアントの財務のあらゆる側面を処理する。スポーツビジネスが早期に確立したアメリカ合衆国で生まれた職業で、プロスポーツ界そのものに影響力を及ぼすこともある。
スポーツエージェントの所管する範囲は時に広いことがあり、たとえば、アイスホッケー選手のエージェントは15歳の若さでクライアントの募集を開始し、エージェントがNHLドラフトの前にアスリートのキャリアを指導できるようにすると言ったことが行われる。
契約の長さと複雑さのために、多くのスポーツエージェントは弁護士であるなど、契約法に関するバックグラウンドを有する。エージェントは、スポーツだけでなく、財務、経営管理、およびリスク分析についての知識が必要となるほか、スポーツについてのトレンドを追うことも重要となる。交渉を主な業務とするため、優れたコミュニケーション能力と交渉のスキルも重要となる。エージェントは一度に複数のクライアントに代わって交渉することが一般的であるため、意欲が高く、長時間働く意欲があり、マルチタスクが可能である必要がある。
個人で業務を行うエージェントも存在するが、多くの場合はエージェント業務を担う企業の社員として勤務する。個々のエージェントが処理できるクライアントの数と、彼または彼女の雇用機関が合計で処理できるクライアントの数は、相互に依存する変数である。
現在では多くのエージェントが介在するサッカーの分野においても、1991年に国際サッカー連盟 (FIFA) が公認代理人制度を導入するまでは（エージェントを職業とする）代理人が公には認められておらず、一部の選手は両親などを代理人として用いていた。ほとんどの親はサッカービジネスについて素朴であり、これらの若いサッカー選手は、クラブから選手が本来有する価値に満たない契約を結ばされることが多く、彼らにふさわしい金額より低い俸給を生み出した。FIFAが公認代理人制度を導入して以降、2011年11月現在では世界中に6,082の公認代理人がおり、うち4割以上がいわゆる「5大リーグ」が所在するイングランド、スペイン、ドイツ、イタリア、フランスに主たる拠点を構えているという。2001年以降はFIFAから直接ライセンスを受けず、代わりに各国・地域のサッカー協会から直接ライセンスを供与されるようになっている。さらに2015年にはFIFAの資格制度としての「公認代理人」が廃止となり、各サッカー協会が代理人を登録する制度に移行している。
スポーツエージェントは通常、アスリートの年俸の4％から10％、およびアスリートの契約金（移籍金）の10％から20％を受け取ることが通例と言われているが、競技によっては上限額が設定されており、NFLではクライアントの年俸の3％を超えて、 NBAでは4％を超えて受け取ることは許可されていない。

## メディアでの描写
映画
- ザ・エージェント（1996年）
- エニイ・ギブン・サンデー（1999年）
- トゥー・フォー・ザ・マネー（2005年）

漫画
- グラゼニ（2010年-）
- サッカーの憂鬱 裏方イレブン（2010年-2013年）

## 著名なスポーツエージェント

### 野球

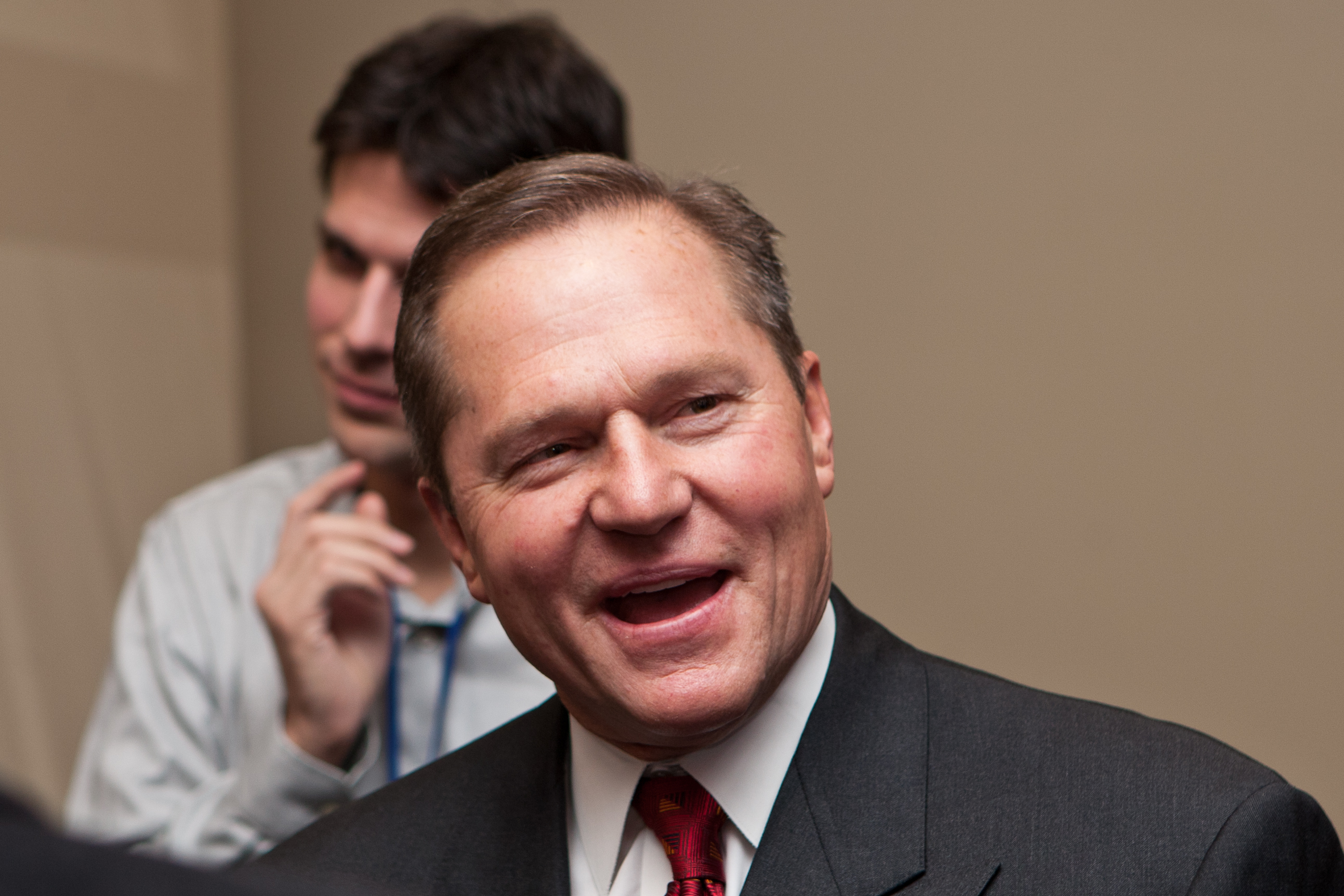
スコット・ボラス

- スコット・ボラス：クライアントにはアレックス・ロドリゲスやプリンス・フィルダーなど。
- アーン・テレム：クライアントにはアルバート・ベル、マイク・ムッシーナ、チェイス・アトリーなど。バスケットボールのエージェントとしても知られ、トレイシー・マグレディ、ジャーメイン・オニール、パウ・ガソル、ジョー・ジョンソンなどを担当。

### バスケットボール

デイヴィッド・フォーク

- デイヴィッド・フォーク（英語版） ：1990年代には、NBAで最も影響力のあるエージェントとされていた[7] [8]。現在はセミリタイア。過去のクライアントには、マイケル・ジョーダン、パトリック・ユーイング、アレン・アイバーソン、ディケンベ・ムトンボなど。
- ダン・フェガン：最近失効したNBA団体交渉協定でいくつかのニュアンスを生み出したことで知られる。クライアントには、ジョン・ウォール、ドワイト・ハワード、リッキー・ルビオなど。
- アーロン・グッドウィン（英語版）：レブロン・ジェームズ、ドワイト・ハワード、アル・ホーフォード、ジャマール・クロフォードなど20人以上のNBAプレーヤーを担当。
- ロブ・ペリンカ：コービー・ブライアントとカルロス・ブーザーの代理人であったことで知られる[9]。

### サッカー

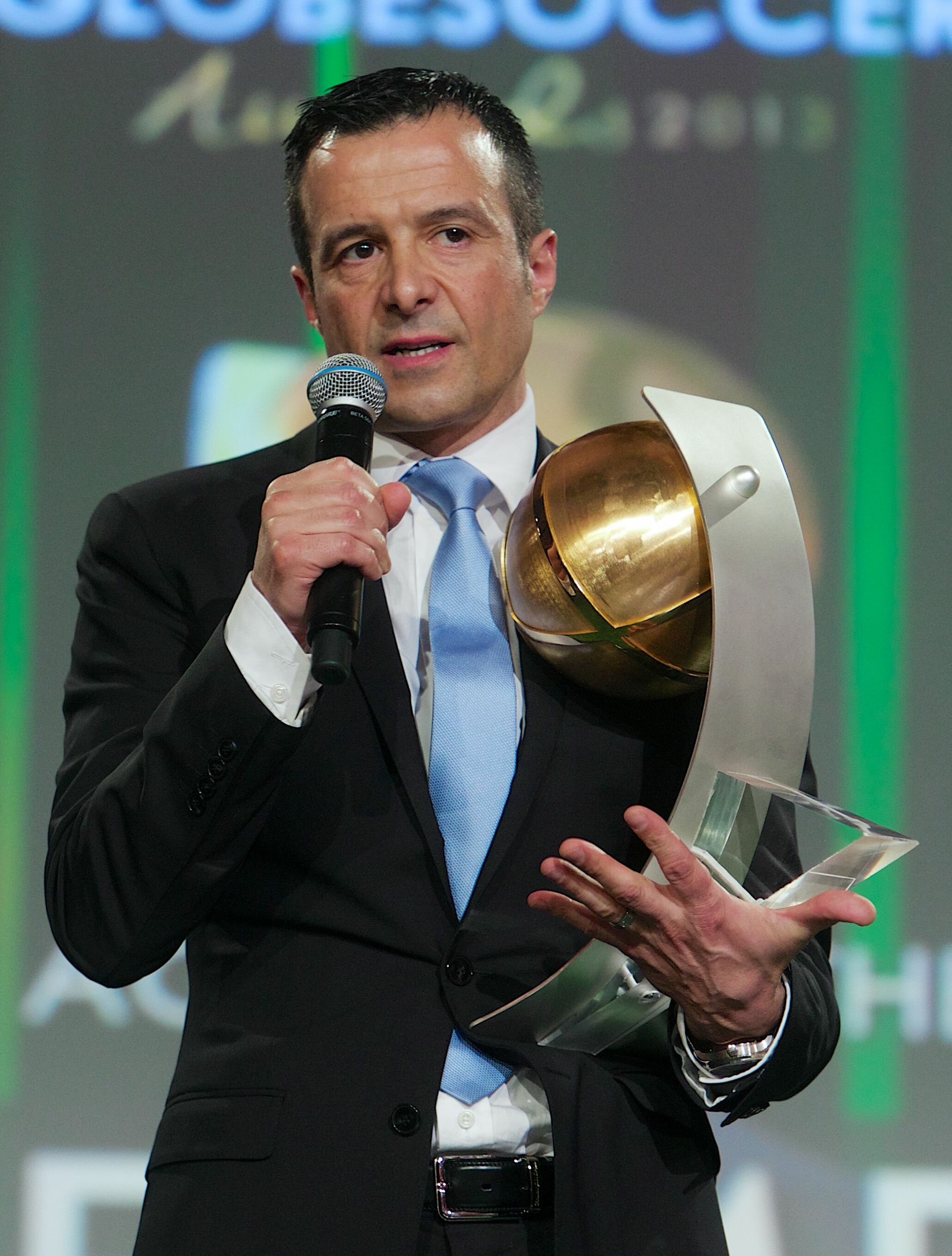
ジョルジ・メンデス

- ジョルジュ・メンデス：ポルトガルのエージェントグループである GestiFute （英語版）の創設者。クライアントには、選手ではクリスティアーノ・ロナウド、ハメス・ロドリゲス、ラダメル・ファルカオ、ダビド・デ・ヘア、エデルソン・モライス、ベルナルド・シウバ、ジョアン・カンセロ、ルベン・ディアス、レナト・サンチェス、デコ、ぺぺ、ナニ、アンヘル・ディ・マリア、アンス・ファティ、指導者ではジョゼ・モウリーニョ、ジェンナーロ・ガットゥーゾ、ルイス・フェリペ・スコラーリなど[10]。
- ミノ・ライオラ：イタリアのエージェント。クライアントには、ポール・ポグバ、ズラタン・イブラヒモヴィッチ、アーリング・ハーランド、ジャンルイジ・ドンナルンマ、マルコ・ヴェッラッティ、マタイス・デ・リフト、マリオ・バロテッリ、パベル・ネドベドなど。
- ジョナサン・バーネット：イングランドのエージェント。クライアントにはアシュリー・コール、ガレス・ベイル、ジャック・グリーリッシュ、メイソン・マウント、イブラヒマ・コナテ、エドゥアルド・カマヴィンガ、ヴォイチェフ・シュチェスニー、ジョーダン・ピックフォード、中井卓大など。
- ロジェール・ユング：スウェーデンのエージェント。自身の代理店であるRoger Ljung Promotion ABを所有。
- マルティン・ダーリン：スウェーデンのエージェント。Roger Ljung Promotion ABに所属。
- ケヴィン・デイヴィス ：元イングランド代表。自身の代理店であるKCDManagementを所有[11]。
- ウィル・バックリー：イングランドの元プロ選手。自身の代理店であるWEB SportsManagementを所有[12]。
- バリー・シルクマン（英語版）：イングランドのエージェント。ダビド・ビジャ、デンバ・バ、ラヴェル・モリソンを担当 [13]。
- ポール・ストレットフォード（英語版）：イングランドのエージェント。自身の代理店であるTriple S Sports Entertainment Groupを所有。ウェイン・ルーニーなどを担当。
- クレス・エレファルク（英語版）：スウェーデンのエージェント。
- ミラン・チャラサン（英語版）：スロベニアのエージェント。自身の代理店であるMondialvasを所有。アーセン・ベンゲルなどを担当。
- ピニ・ザハヴィ（英語版）：イスラエルのエージェント。カルロス・テベス、ヤクブ、リオ・ファーディナンドの移籍を含む取引を処理した。
- ディルク・ヘーベル（英語版）：ドイツのエージェント。自身の代理店であるFussballmarktを所有。マリオ・ゲッツェなどを担当。
- パシャリス・トゥントリス（英語版）：ギリシャのエージェント。自身の代理店であるProsportを所有。
- ゾラン・ストヤディノヴィッチ（英語版）：セルビアのエージェント。
- コンスタンティン・ドゥミトレスク (Constantin Dumitraşcu)：フランスを拠点とするルーマニアのエージェント。彼の代理店（Mondial Sports Management）のクライアントには、エディンソン・カバーニ、 アレシャンドレ・パト 、 ハテム・ベン・アルファ、フェルナンジーニョ、ネマニャ・マティッチ、ドウグラス・コスタ、 フィリペ・コウチーニョなど。
- ジョン・スミス：イングランドのエージェント。ディエゴ・マラドーナなどを担当。
- ウォルター・パロンボ (Walter Palombo)：スイスを拠点とするイタリアのエージェント。自身の代理店であるPalombo Consultingを所有。
- ヴィラ・カンザ (Bila Kanza) ：イングランドを拠点とするフランスのエージェント。自身の代理店であるLKI – Lonrisk International Managementを所有。
- ロベルト・アシス：自身も元サッカー選手で、弟のロナウジーニョを担当。
- ジルマール：自身も元サッカー選手で、アドリアーノ、ファビーニョ、フアン、レイナウド、ワシントンら多くのブラジル人選手を担当
- テオ：自身も元サッカー選手で、ジュニーニョ、ディエゴ・ソウザ、ネネ、フッキ、フランサ、ポンテ、マギヌン、マルシオ・リシャルデス、レアンドロ、レナチーニョ、マウリシオ・アントニオらを担当。実子の亀倉龍希や、金崎夢生も担当した。
- トーマス・クロート：大久保嘉人、香川真司、高原直泰、長谷部誠らドイツに渡った日本人を多く担当。

### モータースポーツ
- ケケ・ロズベルグ： J.J.レートとミカ・ハッキネンを担当。2006-08の間は息子のニコ・ロズベルグも担当した。
- ニコラス・トッド：フェリペ・マッサを担当。
- ウィリー・ウェーバー：主にミハエル・シューマッハを担当。

### オリンピック
- ピーター・カーライル（英語版） ：弁護士にして元ホノルル市長。クライアントには、 マイケル・フェルプス 、 ナタリー・コーグリン、アポロ・アントン・オーノ 、 セス・ウェスコットなど。 [14]

## スポーツエージェンシーグループ
- クリエイティヴ・アーティスツ・エージェンシー(CAA) - SFXのスポーツ代理店事業の買収で設立された。元々はタレントエージェントだが、2019年にロンドンのスポーツエージェント『Base Soccer』を買収してスポーツ分野での勢力を拡大[15]。
- インターナショナル・マネジメント・グループ(IMG) - 起業家のマーク・マコーマックによって設立された企業代理店で、もともとはゴルフとテニスが専門。マコーマックの死後、同社はプライベートエクイティグループのフォースマンリトルに買収された。
- Interperformances–バスケットボール市場を専門とする国際的なフルサービスのスポーツエージェンシー[16] 。2017年1月、同社はバスケットボール以外の分野への発展を目指して米国で事業を拡大、Interperformances USA（IPZ）として知られている。 [17]
- GestiFute （英語版） - ジョルジュ・メンデスによって設立されたサッカーを専門とするポルトガルのエージェントグループ。ポルトガルを中心に強力なネットワークを築いており、約650億円の価値があると見積もられている。
- オクタゴン・ワールドワイド - フルサービスのスポーツエージェンシーおよびイベントマーケティンググループ。
- Roc Nation Sports - 2013年にジェイ・Zことショーン・コーリー・カーターによって設立されたスポーツエージェンシー。現在CAAと提携。最初に署名したクライアントはロビンソン・カノ。
- ローゼンハウススポーツ - ドリュー・ローゼンハウスが運営するスポーツエージェンシー。
- スポーツマネジメントワールドワイド–リン・ラッシュブルックによって設立され運営されている国際的なスポーツエージェンシー[18]および民間の営利スポーツマネジメントトレーニング機関[19] 。
- ワッサーマン・メディア・グループ（WME） - SFXからアーン・テレムのバスケットボールエージェンシーを買収して設立。毎年NBAドラフトで最も多くの選手の代理人を務めている[20]
- Independent Sports and Entertainment（ISE） –アスリートをエンターテインメントと映画の世界に混ぜ込もうとするスポーツエージェンシー。

### 日本の主なスポーツエージェンシー
日本では「Jリーグ規約」で、代理業務を行えるのは弁護士、またはFIFA公認代理人（仲介人）に限ると定められている。選手エージェントの認定試験は、国際サッカー連盟 (FIFA) が定める内容で、制度が廃止されるまでは毎年3月と9月の2回、全世界で同日に実施されていた。認定は各国サッカー協会に委ねられており、日本サッカー協会公認は外部リンク参照。
FIFAの決定に基づき2015年3月末にて選手エージェント制度が廃止され、2015年4月より新たな制度である「仲介人制度」が日本でも導入された（これによりそれまで発行されていた選手エージェントのライセンスは無効となった）。仲介人制度では、選手やクラブは、選手契約や移籍合意の交渉に際して、第三者を関与させた場合、日本サッカー協会に登録しなければならない。
サッカーに関する法律の知識、FIFA、各国サッカー協会のルール（local rule含む）に関する知識、契約締結などに関係するビジネスの知識、各国のTAXの知識、各国のサッカーに関する知識、交渉のためのスキル、各外国語等 様々な知識を高いレベルで兼ね備えていないと海外移籍等をさせるケースは困難になる。
以下は日本サッカー協会公認代理人が3名以上所属するスポーツエージェンシー。
- SARCLE - 小野伸二のマネジメントを個人で手がけていた秋山祐輔が2007年に設立。元選手の堤俊輔もエージェントとして所属。
- ジェブエンターテイメント - 北澤豪のマネジメント業務を個人で手がけていた田邊伸明が1994年に設立。
- ジャパン・スポーツ・プロモーション (JSP) - 「サッカーショップKAMO」を展開する加茂商事の子会社。代表の加茂建はサッカー日本代表元監督の加茂周の実弟。西真田佳典（日本サッカーエージェント協会会長）、西澤明訓、中澤聡太ら14名が代理人登録されており、サッカーエージェントの数では日本最大。かつてはグループ会社のソル・スポーツマネージメントでもエージェンシー業務を手がけていたが、現在は選手の生活支援（資産管理、セカンドライフ支援等）に特化しており、エージェンシー業務はJSPに一本化されている。
- ジャパン・スポーツ・マーケティング (JSM) - タレント・文化人のマネジメントを手がけるビッグベンの関連会社。クライアントはサッカー選手のみならず、バスケットボール選手、プロゴルファーなど幅広い。
- スポーツコンサルティングジャパン - アルゼンチン生まれの日系3世・ロベルト佃（佃ロベルト）が2001年に設立。中村俊輔、長谷部誠、長友佑都、岡崎慎司、阿部勇樹など、ヨーロッパで活動する（或いは活動歴のある）日本人選手を多くクライアントに持つ。元選手の坂田大輔もエージェントとして所属。
- フットステージ - 柏レイソルで強化部強化や契約担当を務めていた宮本行宏[6]が2014年に設立。ジールキャリアと業務提携。
- UDNスポーツ - 香川真司と縁のあった人物が設立し、香川のマネジメントを始めアスリートによる社会貢献事業に注力。「UDN」は「United Dreams for the Next generation」の略であると共に、香川の大好物であるうどんにちなんでいる。

### かつてのスポーツエージェンシー
- Assante Corporation – Steinberg、Moorad＆Dunnエージェンシーを買収した後、Dan Fegan＆AssociatesやMaximum Sports Managementなどのエージェンシーを買収したものの、マルチスポーツ企業エージェンシーの構築に失敗したカナダの公開会社。 [22]
- SFXエンターテインメント - 1998年にバスケットボール界の代理人であるデイヴィッド・フォーク（英語版）が運営するスポーツエージェンシーであるFAMEに、最大1億5,000万ドルの現金、株式、ボーナスを支払い傘下に置くことに合意。さらにアーン・テレムの運営するスポーツエージェンシーであるテレム・アンド・アソシエイツも傘下に収め野球の分野でも活動[23]。後にスポーツ代理店事業の一部を売却。現在は上場企業であるライブ・ネイション。
- Steinberg、Moorad＆Dunn （ "SMD"）– 1999年10月にカナダの金融会社に1億2000万ドルで売却されたマルチスポーツエージェンシー。校長の亡命と訴訟が続いた。もともとは起業家エージェントのリー・スタインバーグとジェフ・ムーラドが率いていた。 [24]